# Vil·la Maria (Benicàssim)
La vil·la Maria se situa en una extensa parcel·la rectangular, la seua façana principal dona al Passeig marítim Pilar Coloma n º 35 de la ciutat de Benicàssim (Plana Alta, País Valencià) i comptant amb un accés posterior al carrer Comte Pau. Forma part del conjunt de viles exemptes de principi de segle que donen front al passeig marítim. Va ser construïda el 1925 amb projecte de Francisco Maristany Casajuana.
Destaca per la seua singularitat i claredat com a habitatge aïllat envoltat de jardí i separat de les viles adjacents per la seua extensa parcel·la que compta amb una façana de més de 50 metres

## Descripció
La vila Maria és un habitatge de temporada desenvolupada en dues plantes sobre rasant i una planta a semisoterrani. Sobre la segona planta sobresurt un volum més, en forma de torre en un dels laterals amb coberta inclinada a quatre aigües convertint-se en un mirador.
La façana s'estructura amb tres cossos verticals amb diferent forma i alçada. En el cos central de dues plantes, el volum de la planta baixa s'avança formant una terrassa porticada coberta lleugerament corbada. A la planta superior, reculada respecte de les torres laterals, el cos anteriorment definit es converteix en terrassa descoberta amb accés des d'aquesta planta per una porta central acristalada acabada en arc de mig punt. Dues fornícules disposades simètricament amb gots fruiters completen l'ornamentació d'aquest tram de façana.
A banda i banda se situen els cossos verticals. A la torre els buits es distribueixen de la següent manera: un buit inferior amb arc i clau ornamentades, a la planta primera un gran buit amb ampit de balustres i brancals ressaltatats coberts per entaulament sobre cartel·les rematat per un arc superior de mig punt en què ressalta el relleu d'una figura humana. Sobre aquesta planta se situa una lògia de dues columnes que divideix en tres obertures el buit de la torre. La coberta inclinada es realitza a quatre aigües amb acabat de teula àrab vermella.
El cos vertical oposat té una composició de buits similar a la torre afegint un òcul de ventilació sota la cornisa prèvia a la terrassa. Aquest cos defineix l'asimetria de la façana en el seu acabat superior format per una terrassa plana amb balustrada i quatre gots fruiters en les cantonades.
A la façana posterior, sobreelevada pel semisoterrani, amb acabat rústic a la pedra, l'accés a la terrassa porticada es realitza per dues escales simètriques. La terrassa es recolza en quatre pilastres que emmarquen l'obertura central coronat per arc semicircular sobre llinda.
Al jardí de l'habitatge apareixen construccions auxiliars, una pèrgola i una marquesina a la part davantera i en la part posterior diverses construccions en mal estat, tot l'habitatge s'envolta d'una frondosa pineda.